# Advent International
Advent International es una empresa de capital riesgo estadounidense centrada en inversiones en compañías de Europa, América del Norte, Latinoamérica y Asia. Advent International opera desde 1984 en más de 40 países, tiene sedes en otros 12 países y emplea a más de 300 profesionales (2014). Su objetivo es el crecimiento y la reestructuración estratégica en sectores clave de la economía.

## Historia
Advent International fue fundada en Boston (Massachusetts) como filial de TA Asociados por Peter Brooke. Brooke había fundado TA Asociados en 1968 y en 1985 Advent International lanzó su primer fondo, que sumó más de $14 millones de dólares para su programa en Nabisco. En 1987, la empresa captó $225 millones para International Network Fund, su primer fondo institucional privado. La empresa lanzó su primer fondo europeo en 1989, cuando captó $231 millones para European Special Situations Fund y abrió su oficina de Londres.
Advent International continuó su expansión en la década de 1990, abriendo oficinas en Fráncfort y Milán y fusionándose con Trinity Capital Partners, con sede en Reino Unido.  En 1994, Advent pone en marcha el fondo GPE (Global Private Equity) II, de $415 millones. En 1996, Advent llega a Latinoamérica y abre oficinas en Buenos Aires, Ciudad de México y São Paulo. Advent International superó los 1.000 millones de dólares en 1997 con el fondo GPE III. 
En los últimos años de la década de 1990, Advent invirtió en otros sectores como medios de comunicación, salud y laboratorios. Peter Brooke, fundador de Advent, dejó el puesto de CEO en 1996, pero siguió como presidente de la compañía.

## Inversiones
Advent International empezó invirtiendo en Polonia en 1995 en materiales de construcción, servicios financieros, equipamientos de trenes, sustancias químicas para la construcción e industrias de telecomunicaciones. En 2002 Advent adquirió la cadena británica Poundland e hizo inversiones en la marca de ropa Fat Face, con garantía extendida sobre Domestic & General. En 2004 Advent compró el monopolio de telecomunicaciones paraestatal búlgaro Bulgarian Telecommunications Company (más tarde Vivacom). La compañía fue vendida a AIG en 2007. 
En 2005 invirtió en la compañía lululemon athletica hasta un 48% del capital. En 2008 Advent se hizo con la de mayoría de Bradco, un distribuidor de materiales de construcción.
Advent International ha adquirido un gran número de compañías en Europa Central y Oriental a través de fondos regionales dedicados al efecto. Estos incluyen importantes inversiones en Rumanía y otros países orientales.
En 2007, Advent International apuesta por la reestructuración de Yangzijiang Shipbuilding, una de las compañías de construcción más grandes de China.

## Cronología reciente
2009:  En marzo, Advent anunció la adquisición de un paquete de control de Fifth Third Processing Solutions, negocio de procesamiento de pagos de Fifth Third Bank por un monto de $2.350 millones de dólares. El montante representó una de las transacciones de riesgo ('equity') privadas más grandes desde la crisis financiera de 2008. El acuerdo se completó en junio de 2009. En noviembre, Advent anunció una oferta pública para adquirir el 100% de Wydawnictwa Szkolne i Pedagogiczne S.A. (WSiP), la editorial educativa más importante de Polonia.
2010: En abril, Advent tomó el control sobre la compañía DFS de Reino Unido. En agosto, Advent International participó en la absorción de Mexicana de Aviación por un grupo inversor exterior.
2011: Advent adquiere las compañías Mondo Minerals Holding B.V., segundo productor mundial de talco, y Priory Group, compañía británica de salud y bienestar. En agosto, Advent adquiere Bojangles' Famous Chicken 'n Biscuits, una cadena regional de restauración rápida de Charlotte (Carolina del Norte).
2013: En octubre, Advent International firma un acuerdo con Vista Equity Partners para adquirir P2 Energy Solutions.
2014: En agosto, Advent International toma un 13,85% de lululemon athletica inc. gracias al acuerdo con la compañía Wilson, por un importe aproximado de $845 millones de dólares.  La transacción recibió el visto bueno del Consejo de administración de la empresa. En noviembre, Advent anuncia que ha completado un nuevo fondo de $2.100 millones, el Advent Latin American Private Equity Fund VI, el fondo más grande captado nunca en Latinoamérica. Advent International también adquirió una parte significativa de Noosa Yoghurt, una compañía con sede en Bellevue, por una cantidad no desvelada.
2017: En marzo, Advent International adquiere el 100% de las acciones de la Peruana GMD S.A subsidiaria de la empresa Graña y Montero S.A
El valor acordado asciende a 84.7 millones de dólares. Se realizará un pago inicial de 37.3 millones de dólares, y los posteriores estarán sujetos al cumplimiento de los hitos acordados por ambas parte.

## Inversiones en España
En 2010, Advent adquirió una participación del 94,5% en Tinsa, valorada en 100 millones de euros. Advent planteó una estrategia de internacionalización para Tinsa, que compró empresas como Zala en Colombia y Prime Yield en Brasil. En España, compró Tasamadrid a Bankia en 2012. Además Advent controla el 50% del fabricante de explosivos civiles Maxam.